# Тракийски университет
Вижте пояснителната страница за други значения на Тракийски университет.
Тракийският университет (ТрУ) е държавно висше училище със седалище в гр. Стара Загора, България. Изучавани области: хуманна и ветеринарна медицина, педагогика, аграрна сфера, екология, икономика, техника и технологии, моден дизайн, социални дейности и др. ТрУ има правото да обучава в ОКС „бакалавър“ и „магистър“, както и в образователна и научна степен „доктор“. В структурата му са включени 9 звена.

## История
Създаден е през 1995 г., въз основа на съществуващите висши училища, с решение на XXXVII народно събрание.

## Структура
В структурата на Университета са включени следните учебни звена:
- Аграрен факултет с учебно-експериментална база. Специалности: „Зооинженерство“, „Екология и опазване на околната среда“, „Агрономство“, „Аграрно инженерство“.[1]

- Ветеринарномедицински факултет с Университетска ветеринарна болница с клиники. Специалност: „Ветеринарна медицина“.[2]

- Медицински факултет с университетска болница. Специалности: „Медицина“, „Медицинска сестра“, „Акушерка“, „Управление на здравните грижи“, „Социални дейности“, „Медицинска рехабилитация и ерготерапия“.[3]

- Педагогически факултет. Специалности: „Социална педагогика“, „Специална педагогика“, „Предучилищна и начална училищна педагогика“, „Начална училищна педагогика с чужд език“, „Педагогика на обучението по информационни технологии“.[4]

- Стопански факултет. Специалности: „Аграрна икономика“, „Регионална икономика“, „Бизнес икономика“.[5]

- Факултет „Техника и технологии“ – Ямбол.
  - Направление „Машинно инженерство“: Специалност „Автотранспортна и земеделска техника“; Специалност „Дизайн, технологии и мениджмънт на модната индустрия“.
  - Направление „Електротехника, електроника и автоматика“: Специалност „Автоматика, информационна и управляваща техника“; Специалност „Електротехника“.
  - Направление „Енергетика“: Специалност „Топло- и газоснабдяване“.
  - Направление „Хранителни технологии“: Специалност „Технология на храните“.[6]

- Медицински колеж. Специалности: „Рехабилитатор“, „Медицински лаборант“, „Помощник-фармацевт“, „Медицински оптик“, „Медицински козметик“, „Протезист, ортезист и ортопедист“.[7]

- Департамент за информация и повишаване квалификацията на учителите.

- Филиал Хасково. Специалности: „Медицинска сестра и акушерка“.[8]

## Критики
През 2023 г. Петър Илиев, бивш кандидат за министър от ИТН, бивш асистент в Юридическия факултет на Софийския университет, уличен в плагиатство от Етичната комисия на СУ, е избран за доцент в Тракийския университет.
През 2024 г. срещу ректора на Тракийския университет Добри Ярков е започната проверка за плагиатство в научните трудове, с които е станал професор в професионално направление „Ветеринарна медицина“.